# Dantas Bião
Joaquim Climerio Dantas Bião (1857-1936) foi um político, médico, professor catedrático da Faculdade de Medicina da Bahia e fazendeiro. Nasceu no estado da Bahia, mais especificamente na cidade de Santo Amaro. Seu pai foi Joaquim Magalhães Bião, oficial do exército, e sua mãe Clara Dantas Bião.[2] Seus familiares mais proeminentes a nível nacional eram: Barão de Jeremoabo (1838-1903), Manuel Pinto de Sousa Dantas (1831-1894), João Ladislau Cerqueira Bião, João Ferreira de Moura (1830-1912), seu padrinho.[3] Estudou no Liceo Provincial e ingressou na Faculdade de Medicina.[4] Em 1879 formou com mais sete colegas a revista acadêmica A Evolução.[5]Após dois anos, o Echo do povo noticiou que ele e seus colegas foram vítimas de envenenamento depois de beberem uma xícara de café. A análise química feita no líquido pelo professor de clínica cirúrgica Manuel Vitorino (1853-1902) detectou arsênico, substância que causou uma intoxicação. Porém, devido à eficiência dos cuidados recebidos, nenhum deles morreu.[6]
Contando 25 anos, tornou-se médico defendendo a tese Qual a atuação do sulfato de quinino nas febres intermitentes? Febre palustre, complicadas do elemento Typhico. A colação de grau ocorreu no dia 16 de dezembro de 1882, no salão nobre da faculdade.[7] Nesse mesmo ano, casou-se com sua prima, Raquel Valverde Martins e, em 1883, integrou a comissão médica de vacinação em Igreja Nova, distrito de Alagoinhas.[8] No ano de 1888 foi nomeado para a cátedra de fisiologia teórica e experimental da Faculdade de Medicina e logo depois se candidatou para deputado na constituinte estadual, em 1891.[9] Foi legislador no mesmo período que padre José de Cupertino, Graciliano de Freitas e Rocha Leal (1861-1928). No processo eleitoral desse tempo Dantas Bião teve cerca de 26.634 votos.[10] Contudo, interrompeu sua vida política e concentrou suas atenções na pecuária.   
Em 1908, Araújo Pinho (1851-1917) assumiu o executivo do estado após o rompimento de José Marcelino (1848-1917) e Severino Vieira.[11] Foi nesse contexto que Dantas Bião se reaproximou dele ao parabeniza-lo pelas sucessivas vitórias que obteve, pediu favores e enfrentou Graciliano de Freitas, principal interlocutor de Alagoinhas com o poder estadual.[12] Após intensas disputas foi, em 1912, nomeado intendente em Alagoinhas. Pouco tempo depois, Bião concorreu à vaga do parlamento estadual. Na eleição, Dantas Bião teve 42.183 votos, sendo o 4° mais votado, e retornou ao parlamento após cerca de 20 anos longe desse poder. Porém, sua ascensão foi interrompida pelo governador Antônio Muniz (1875-1931), pois se recusou a findar sua aliança com Otávio Mangabeira e aceitar outro deputado federal. Nesse sentido, seu nome foi excluído da chapa para o senado estadual. Objetivando não ficar sem poder de barganha, participou do Conselho Municipal de Alagoinhas e compôs a mesa diretora para o biênio 1916-1918.[13] Em agosto de 1918, Bião telegrafou para Otávio Mangabeira solicitando a aposentadoria do deputado federal, Salvador Pires, e a indicação do juiz Pedro Pondé para Alagoinhas. No ano de 1918 sua tentativa de retorno a senado estadual se revelou insuficiente.[14]A vaga ocupada por ele durante seus mandatos de senador foi oferecida ao coronel César Sá, chefe político da região de Ilhéus. Essa inclusão na lista do partido oficial pode ter levado em consideração a necessidade de se ter, na região Sul do estado, figuras com poder suficiente para enfrentar o coronel Horácio de Matos e Franklin de Albuquerque. Ademais, Muniz quis também enfraquecer os aliados do “degolado” senador estadual.[15]
A nível nacional, o falecimento do recém-eleito presidente Rodrigues Alves, em janeiro de 1919, fez com que a disputa eleitoral se antecipasse. Os nomes de Epitácio Pessoa e Rui Barbosa foram lançados para o cargo de Presidente. Na Bahia, Muniz e os “seabristas” apoiaram Pessoa, enquanto a oposição organizou a campanha “pró Rui Barbosa”.[16] Em Alagoinhas, Bião apoiou Otávio Mangabeira para deputado federal, Paulo Fontes para governador e Rui Barbosa para presidente.[17] Em retribuição a aliança firmada, Rui Barbosa e sua caravana se hospedaram na casa de Bião como demonstração de força e unidade.          
O resultado eleitoral geral divulgado veio confirmar a derrota de Rui Barbosa e Paulo Fontes. Na Bahia, o poder oficial conseguiu vencer as articulações feitas pelas oposições colegiadas. Somente em Salvador e em algumas poucas regiões saíram vitoriosos os oposicionistas.[18] Em Alagoinhas, as articulações feitas deram certo, pois os oposicionistas conquistaram uma vitória.[19] Todavia, o situacionismo não se manteve forte durante muito tempo. Durando a segunda metade da década de 1920, com o avanço das “oligarquias” colegiadas, Dantas Bião conseguiu se reestabelecer no jogo político e retornar ao senado estadual com prestígio. Utilizando-se disso, implementou uma aliança de unidade com figuras de Alagoinhas, a exemplo de Joaquim Cravo, José Lúcio Santos Silva e Saturnino Ribeiro.[20] Entretanto, as eleições de 1930 desfizeram as aparentes harmonias existentes na cidade. O eleitorado de Alagoinhas foi objeto de cobiça das frações de classe em disputa. A campanha da Aliança Liberal na cidade foi realizada pela família Cravo e pelo coronel José Lúcio dos Santos Silva, popularmente conhecido como Santinho do Riacho da Guia, chefes locais ligados a Seabra. É provável que essas lideranças tenham angariado votos para Muniz Sodré (1881-1940), deputado “seabrista” mais votado em Alagoinhas, no pleito daquele ano. Nesse cenário, coube a Bião seu apoio ao situacionismo e a Otávio Mangabeira.[21] Durante o processo eleitoral foi acusado de “além de estelionatário é chefe de bandidos”.[22]
Com a saída de Vital Soares do executivo estadual para concorrer a vice-presidência da república na chapa encabeçada por Júlio Prestes, Pedro Lago foi o escolhido para ser o governador. Em Alagoinhas, as pessoas que fizeram campanha em favor de Getúlio Vargas e João Pessoa (1878-1930) e, consequentemente, contra Júlio Prestes e Vital Soares eram os produtores de fumo José Lucio dos Santos Silva e Joaquim Cravo, antigo intendente.[23] A tomada do poder por Getúlio Vargas e outros líderes transformou a conjuntura do Brasil. Na cidade em que Dantas Bião tinha seu principal reduto eleitoral, a Revolução se deu de forma tardia e violenta. Aos poucos os praças, responsáveis pela guarnição local, foram substituídos pelo exército. As forças legalistas estavam, aos poucos, vendo diante de si o avanço dos revolucionários.[24] Para conter esse crescimento, o situacionismo montou um plano de defesa. Nele, a Bahia possuiu importância, pois, aos olhos do governo, os coronéis do interior lhes seriam fiéis. Com o objetivo de não destruir Salvador, Alagoinhas foi escolhida como arena para o conflito. A malha férrea e a proximidade da capital foram os dois critérios que pesaram na escolha da cidade.[25] O clima beligerante fruto das partes em conflito foi sentido pela população que, com medo, se abrigou no matagal, casas e igrejas.[26] O resultado obtido foi a vitória aqueles ligados a Getúlio Vargas e cassação dos seus opositores, dentre eles Bião e Otávio Mangabeira.[27]
Em setembro de 1931, aos 26 anos, o tenente Juraci Montenegro Magalhães tomou posse como interventor.[28] No entanto, Juraci Magalhães ampliou a experiência suprimindo intermediários e indo com frequência aos municípios. Lá se hospedava “sempre na mesma casa”, a dos aliados.[29] Essas visitas ajudaram na identificação daqueles que poderiam ser seus colaboradores. Um dos primeiros reconhecidos foi o comerciante Mário Cravo que, nomeado para a prefeitura de Alagoinhas, já mantinha amizade com o tenente desde outubro de 1930. Em Alagoinhas, Dantas Bião estava com a saúde debilitada.[30] Porém, voltou a se envolver com a política durante a constituinte. Durante esse processo apoiou João Mangabeira e Luís Viana Filho.[31]

Revista com imagem de personagem de Alagoinhas e sua prefeitura

Em 10 de agosto de 1934, a força aglutinadora dos grupos oposicionistas, Otávio Mangabeira, voltou ao Brasil.[32] Sua primeira passagem, após o exilio, foi na Bahia, em Salvador. Fundou a agremiação oposicionista “Concentração Autonomista” juntamente com Bião.[33] Apesar disso, não possuiu êxito eleitoral e não conseguiram eleger Carlos Olympio de Azevedo para a constituinte do estado. Assim, os eleitos, em outubro de 1934, foram Pinto de Aguiar e Álvaro Dantas.[34]
Debilitado e com graves problemas de saúde, Dantas Bião chegou ao fim da sua vida pouco tempo antes de completar 80 anos. Morreu no Rio de Janeiro, sob os cuidados dos Mangabeira e de João Dourado de Cerqueira Bião. Seus bens foram repartidos entre sua esposa, familiares e seu capital político foi disputado por antigos aliados, como Carlos Olympio e Otávio Mangabeira. Em 1937 um hospital de grande porte, Hospital Regional Dantas Bião, foi construído pelos seus opositores em Alagoinhas. No ano de 1945, com a queda do Estado Novo e a volta do “jogo democrático”, um novo cenário surgiu. Nele, os alijados do poder voltaram a ter protagonismo, pois Otávio Mangabeira se elegeu governador, João Bião de Cerqueira e Souza foi vitorioso no pleito para deputado e João Dourado de Cerqueira Bião foi eleito candidato único, através de um acordo entre PSD e UDN, prefeito de Alagoinhas.                 
[1] Para mais informações sobre a Bahia: MATTOSO, Kátia M. de Queirós. Bahia, século XIX: uma província no Império. Rio de Janeiro: Editora Nova Fronteira, 1992, p. 278.  
[2] BARROS, Salomão. Vultos e feitos do Município de Alagoinhas. Salvador: Artes Gráficas, 1979, p. 281.
[3] João Ladislau Cerqueira Bião foi criador, conselheiro do município de Santo Amaro, diretor e professor da Escola Agrícola da Bahia. Pai do Vice- Almirante João Dourado Cerqueira Bião (1880-1972) e, possivelmente, de Eduardo Dourado de Cerqueira Bião, Mário Dourado de Cerqueira Bião e Augusto Dourado de Cerqueira Bião. Todos eles formados pela Faculdade de Medicina.
[4] Correio da Bahia, Salvador, 13 abr. 1877. p. 2. Disponível em: http://bndigital.bn.gov.br/hemeroteca-digital/>. Acesso 22 fev. 2023.  
[5] Sobre a influência do positivismo no Brasil: CARVALHO, José Murilo. A formação das almas: o imaginário da República no Brasil. São Paulo: Companhia das letras.
[6] Echo do povo, Cachoeira, 21 maio. 1881. p. 1. Disponível em: http://bndigital.bn.gov.br/hemeroteca-digital/>. Acesso 30 jul. 2023.  
[7] Gazeta Médica da Bahia, 1882-1883. p. 289. Disponível em: http://bndigital.bn.gov.br/hemeroteca-digital/>. Acesso 05 ago. 2023.  
[8] Relatório dos trabalhos do Conselho Interino de Governo da Bahia. 1883. p. 13. Disponível em: http://bndigital.bn.gov.br/hemeroteca-digital/>. Acesso 06 ago. 2023.  
[9] Gazeta da Bahia, Salvador, jul. 1888. p. 1. Instituto Geográfico e Histórico da Bahia.
[10] Jornal de Notícias, Salvador, 02 mar. 1891. p. 1. Disponível em: http://bndigital.bn.gov.br/hemeroteca-digital/>. Acesso 05 set. 2023.  
[11] SAMPAIO, Consuelo Novais. Os partidos políticos da Bahia na Primeira República: uma política da acomodação. Salvador: Edufba, 1998, p. 94-99.
[12] Carta de Dantas Bião a Araújo Pinho. Alagoinhas, 17 abr. 1907. Cód.: AP000004169. Fundação Pedro Calmon. Arquivo Araújo Pinho.
[13] Livros de atas do Conselho Municipal de Alagoinhas. 01 jan, Alagoinhas, 1916. Arquivo da Câmara Municipal de Alagoinhas. 
[14] A Tarde, Salvador, 21 dez. 1918. p.1. Arquivo do Instituto Geográfico e Histórico da Bahia. 
[15] SAMPAIO, Consuelo Novais. Os partidos políticos da Bahia na Primeira República: uma política da acomodação. Salvador: Edufba, 1998, p. 140.
[16] SAMPAIO, Consuelo Novais. Os partidos políticos da Bahia na Primeira República: uma política da acomodação. Salvador: Edufba, 1998, p. 141-142.
[17] Telegrama de Dantas Bião a Otávio Mangabeira. 01 mar. 1919. Cód.: OM000004252. Fundação Pedro Calmon. Arquivo Otávio Mangabeira.
[18] CUNHA, Joaci de Sousa. O fazer político da Bahia na República (1900-1930): matriz das relações entre Estado, corporações e políticos, Salvador: Edufba 2017. p. 260.
[19] Gazeta de Notícias, Rio de Janeiro, 13 agosto. 1919. Disponível em: http://bndigital.bn.gov.br/hemeroteca-digital/>. Acesso 21 nov. 2023.
[20] A Tarde, Salvador 19 ago. 1929. p. 1. Arquivo do Instituto Geográfico e Histórico da Bahia.
[21] Correio da Manhã, Rio de Janeiro, 07 mar. 1930. p. 1. Disponível em: http://bndigital.bn.gov.br/hemeroteca-digital/>. Acesso 15 set. 2023.  
[22] Diário da Bahia, 06 de mar. 1930. Arquivo Público do Estado da Bahia.
[23] DIAS, Fabiana dos Santos. Coronel Santinho do Riacho da Guia: o coronelismo no meio rural de Alagoinhas-BA (1883-1963). Dissertação (Mestrado em História) – Departamento em Educação. Mestrado em História, Cultura e Práticas Sociais. Universidade do Estado da Bahia, 2022, p. 75.
[24] BATISTA, Eliana Evangelista. A Bahia para os baianos: acomodação e reação política ao governo de Getúlio Vargas (1930-1937). 2018. Tese (Doutorado em História) – Faculdade de Filosofia e Ciências Humanas. Universidade Federal da Bahia, Salvador, 2018, p. 67.
[25] Idem. p. 69.
[26] LIMA, Maria da Guia Silva. Coronel Santinho do Riacho da Guia. Fortaleza: Expressão Gráfica Editora, 2011, p, 39.
[27] Nesta dissertação usamos o termo ex-senador para fazer referência a Dantas Bião.
[28] SILVA, Paulo Santos. Âncoras de tradição: lutas políticas, intelectuais e construção do discurso histórico na Bahia (1930-1949). Salvador: Edufba, 2011, p. 27.
[29] GUEIROS. José Alberto. O último tenente. Rio de Janeiro: Record, 1996, 2° ed. p. 132.
[30] BATISTA, Eliana Evangelista. A Bahia para os baianos: acomodação e reação política ao governo de Getúlio Vargas (1930-1937). 2018. Tese (Doutorado em 3História) – Faculdade de Filosofia e Ciências Humanas. Universidade Federal da Bahia, Salvador, 2018, p. 129.
[31] Carta de Euvaldo Pinho para Otávio Mangabeira. In: Octávio Mangabeira. Cartas do exílio (1930-1934). Org.: Consuelo Novais Sampaio. Salvador: Fundação Pedro Calmon, 2013, v. II. p. 142.
[32] SAMPAIO, Consuelo Novais. Poder e representação: O Legislativo da Bahia na Segunda República, 1930 – 1937. Salvador: Assembleia Legislativa, 1992, p. 101.
[33] BATISTA, Eliana Evangelista. A Bahia para os baianos: acomodação e reação política ao governo de Getúlio Vargas (1930-1937). 2018. Tese (Doutorado em História) – Faculdade de Filosofia e Ciências Humanas. Universidade Federal da Bahia, Salvador, 2018, p. 103.
[34] TAVARES, Luís Henrique Dias. História da Bahia. Salvador: Edufba, 2019, 12 ed. p. 404. 
1. ↑  Bião, Armindo (2 de outubro de 2018). «Um mesmo estado de graça - o teatro e candomblé da Bahia». Urdimento (2): 03–12. ISSN 1414-5731. doi:10.5965/1414573101021998003. Consultado em 22 de maio de 2025